# Martti Kainulainen
Martti Kainulainen (Lappee, Finlandia; 16 de noviembre de 1927-Joutseno, Finlandia; 27 de septiembre de 2000) fue un actor, director y autor finlandés.

## Biografía
Nacido en Lappee, Finlandia, actuó en varias producciones cinematográficas y televisivas. Probablemente su papel más conocido fue el de Herkko Päätalo en las películas basadas en textos de Kalle Päätalo Elämän vonkamies y Nuoruuteni savotat. Su última actuación en televisión llegó en 2000 con el telefilm Kekkosen kaveri. 
Dejó el teatro Kaupunginteatteri de Lahti en 1985, aunque con posterioridad actuó y dirigió en otros centros teatrales.
Martti Kainulainen falleció en 2000 en Joutseno, Finlandia, a causa de un cáncer. Tenía 72 años de edad.

## Filmografía (selección)
- 1957 : Vieras mies
- 1959 : Punainen viiva
- 1959 : Lasisydän
- 1976 : Manillaköysi (telefilm)
- 1977 : Pakolaiset (telefilm)
- 1977 : Tykkimies kauppalan viimeiset vaiheet (telefilm)
- 1977 : Aika hyvä ihmiseksi
- 1979 : Onnellinen mies (telefilm)
- 1980 : Iltamien jälkeen, episodio de la serie Teatterituokio
- 1980 : Kätkäläinen (telefilm)
- 1981 : Syöksykierre
- 1985 : Tuntematon sotilas
- 1986 : Elämän vonkamies
- 1988 : Nuoruuteni savotat
- 1990 : Lentsu (miniserie)
- 2000 : Kekkosen kaveri (telefilm)

## Publicaciones
- 1955 : Juureton nuoruus
- 1959 : Tuohitorvi
- 1960 : Pupu Peloton
- 1960 : Ahneus ja Hätä
- 1961 : Rata
- 1969 : Harmaata, mustaa, punaista
- 1976 : Lehtonen Lahdessa
- 1989 : Maaliikanen
- 1991 : Oi Suomi synnyinmaa
- 1992 : Kaijan kirja
- 1997 : Taiteen takapihalta

## Premios
- 1960 : Primer premio del concurso del teatro Kaupunginteatteri de la ciudad de Lahti
- 1978 : Premio Jussi por Pakolaiset
- 1981 : Premio Jussi por Kätkäläinen
- 1991 : Premio Estatal
- 1994 : Premio de la Fundación Alfred Kordelin